# Erkin Koray
Erkin Koray /ˈæɾcin ˈkoɾaj/ (ur. 24 czerwca 1941 w Stambule, zm. 7 sierpnia 2023 w Toronto) – turecki piosenkarz, gitarzysta i autor tekstów. Prekursor rocka anatolijskiego.

## Dyskografia
Albumy studyjne
- Erkin Koray (1973)
- Elektronik Türküler (1974)
- 2 (1976)
- Erkin Koray Tutkusu (1977)
- Benden Sana (1982)
- İlla Ki (1983)
- Ceylan (1985)
- Gaddar (1986)
- Çukulatam Benim (1987)
- Hay Yam Yam (1989)
- Tamam Artık (1990)
- Gün Ola Harman Ola (1996)
- Devlerin Nefesi (1999)